# 鹿陶開基北極殿
23°08′18″N 120°28′46″E / 23.138444°N 120.479472°E

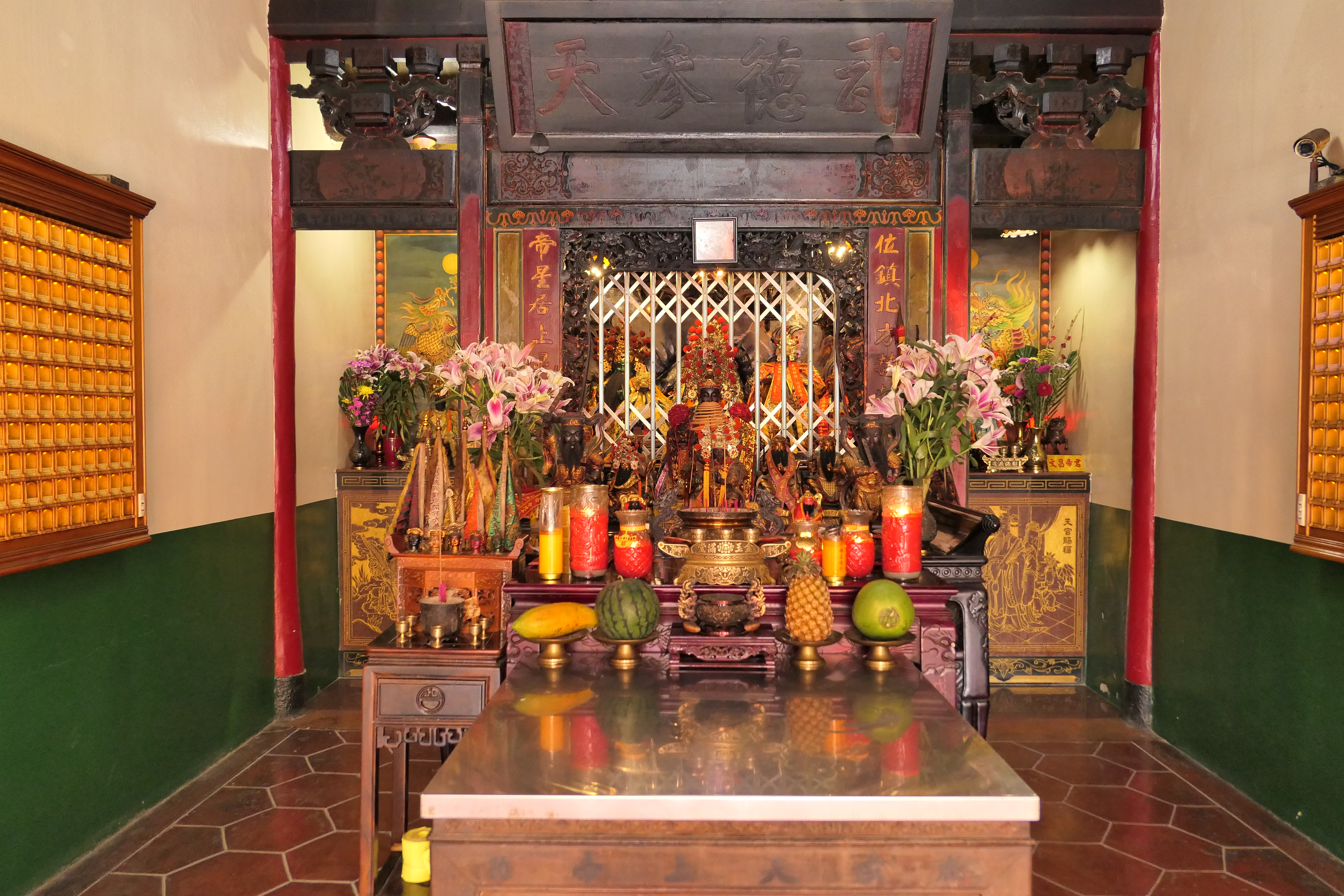
廟宇內景

鹿陶開基北極殿位於臺灣臺南市玉井區，是主祀玄天上帝的廟宇。又稱「竹圍北極殿」:235、大武壠開基上帝廟:368。為鹿陶、頂山腳、下山腳三聚落共同信奉:236。

## 沿革
該廟所奉祀的玄天上帝相傳是明朝 （天啟3年） （1623年）有一林姓先民迎請來臺:236:368。而後因玄天上帝在鹿陶神威顯赫，當地居民決定建廟，當時建廟的原址據說在今廟前200公尺，龜丹溪（後旦溪）北岸處:313:236:368。最初是坐北朝南的簡易廟宇:313:368。
乾隆卅九年（1774年）主事賴瑞書發起重修，在今廟前50公尺處建起朝東的新廟:314:236:368。而後在同治九年（1870年）總理江武成發起重修:236:368。
日治時期大正四年（1915年）噍吧哖事件發生時，該廟曾被充作日軍拘留俘虜之處:236、237:370。廟中文物據說在事件中有遭到破壞，另外據說日軍有用槍尾鐵靴傷害養在廟裡的龜群:237:370。之後昭和五年（1930年）時，信徒總代表江井、管理人江金隆、主事江玉成、溫練、劉柳金、李金龍、李呆、江通文等人倡議遷健:236:370。
二次大戰後，民國48年（1959年）李萬財發起重修，增建兩旁廟廂3間:237:370。民國77年（1988年）再次重修:313:237。

## 文物

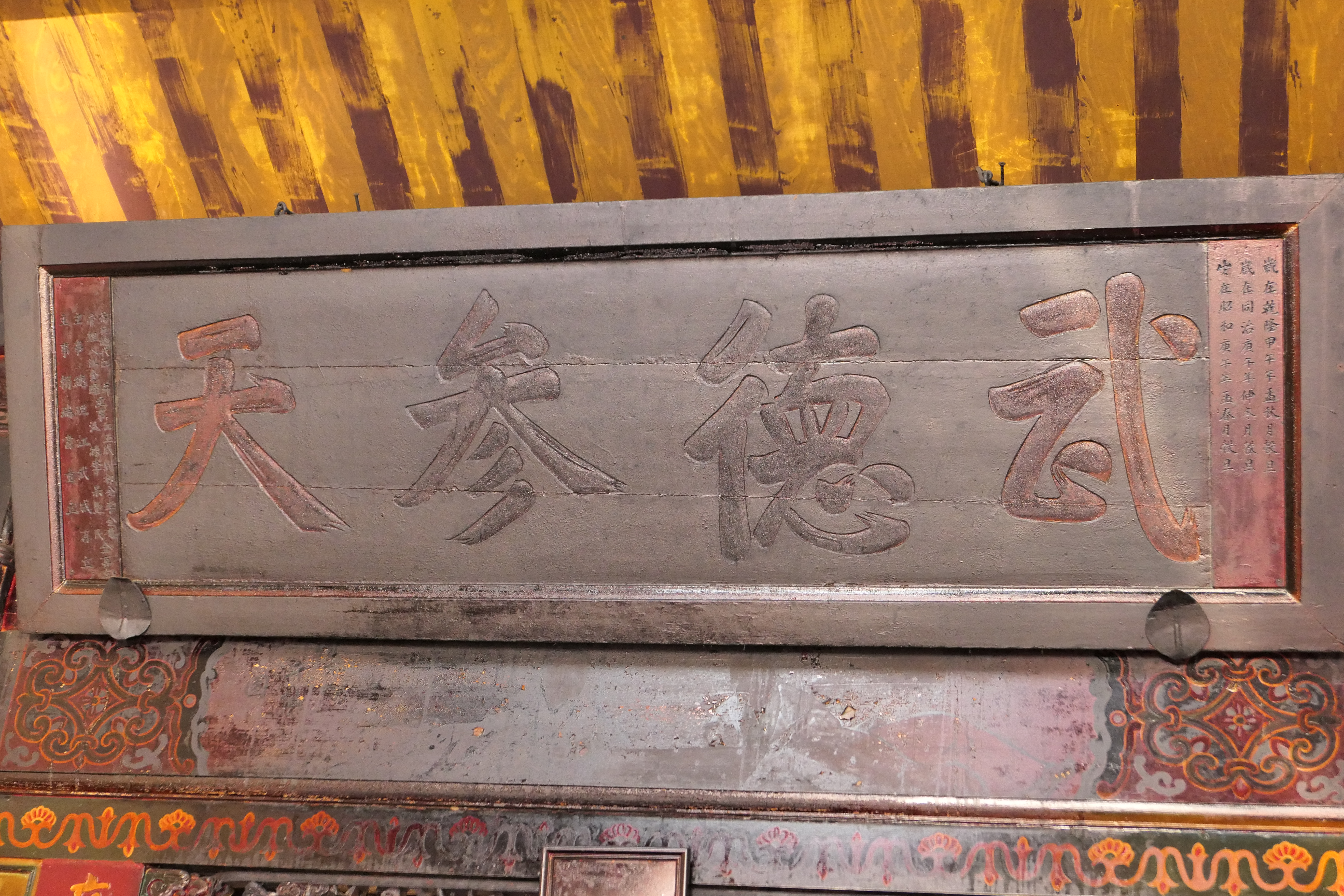
「武德參天」匾

廟中文物有乾隆卅九年（1774年）所立古匾「武德參天」，之後重修時匾旁會增列年代:314。另外廟中還有昭和五年（1930年）所立的石碑「移建鹿陶洋北極殿捐題碑記」:237。

## 傳說
相傳過去鹿陶聚落有一賴姓家族，擁有該庄大片土地:313。賴家盛氣凌人，曾對居民放話說如果沒有他們賴家，光拜玄天上帝能吃飽、生活下去嗎？玄天上帝得知此事，用竹圍溪溪水淹沒賴家地理，也導致鹿陶聚落沒落:313。而玄天上帝因此舉觸犯天條，也被天庭處罰:313。

## 其他
鹿陶當地有「鹿陶公，茄拔仔爸，噍吧哖孫」的俗諺，認為該廟香火先分祀到茄拔（楠西區），再分祀到玉井:313。盧嘉興〈臺南縣下古番社地名考〉有採訪到玉井北極殿由該廟分火的說法:313。不過玉井北極殿方面沒有此種說法:313。而《南瀛古廟誌》也有提到「大武壠『祖廟』北極殿」是從鹿陶上帝廟分火建立的說法，並提到據管理人李萬財所說，楠西玄天上帝廟也是從此廟分香出去:367、368。又根據鹿陶北極殿廟公董明朝的說法，高雄小林村玄天上帝從這裡分祀而出，而中和北興宮玄天上帝曾發乩降諭源自此廟（每年農曆十月初四會來請火）:237。